# Doctor Ricardo Rojas
Pour les articles homonymes, voir Ricardo Rojas (homonymie).
Doctor Ricardo Rojas est une localité rurale argentine située dans le département de Río Senguer, dans la province de Chubut.

## Démographie
La localité compte 219 habitants (Indec, 2010), ce qui représente un déclin de 16,7 % par rapport au précédent recensement qui comptait 263 habitants (Indec, 2001).